# Гецевичи
Гецевичи (пол. Giecewicz) — пять литовских дворянских родов различного происхождения.
Родоначальник первого, Людвиг-Вильгельм Гецевич, полковник войск польских, переселился из Поморского в Новогрудское воеводство (1659). Род его (герба Долива) внесён в I часть родословной книги Минской губернии.
Остальные четыре рода восходят к XVIII в. и записаны в VI части родословной книги Ковенской губ. и в I ч. род. кн. Виленской и Ковенской губ.